# Pico La Jorcada
El pico La Jorcada es una montaña de la cordillera Cantábrica ubicada en el macizo occidental de los Picos de Europa. Tiene 2138 metros de altitud y se localiza en el entorno de la Torre de los Cabrones y la Torre de los Traviesos.
Sin nieve, se asciende a este pico desde la Jorcada Blanca superando pasos de trepada, aunque sin necesidad de material de escalada. La ruta de montañismo para acceder a él parte del lago Ercina.

## Toponimia
Jorcada u Horcada es un topónimo abundante en los Picos de Europa. Se define como un paso estrecho en una zona generalmente abrupta, flanqueada por riscos a ambos lados. Muchas veces constituye el punto culminante de una canal o un canalizo.
En este caso, el pico toma su nombre de la horcada desde la que se asciende: la Jorcada Blanca, que comunica el Jou de Peña Blanca al noreste con el Jou La Capilla, al suroeste.